# Manzoor Hussain Atif
Manzoor Hussain Atif (in urdu منظور حسین عاطف‎?; Gujrat, 4 settembre 1928 – Islamabad, 8 dicembre 2008) è stato un hockeista su prato pakistano.
Ha rappresentato la Pakistan ai Giochi olimpici di Roma 1960.

## Palmarès
- Giochi olimpici

Melbourne 1956: argento
Roma 1960: oro
Tokyo 1964: argento
- Giochi asiatici

Giacarta 1962: oro